# مطار كونيو الدولي
مطار كونيو الدولي (بالإيطالية: Aeroporto di Cuneo-Levaldigi)‏(إياتا: CUF، إيكاو: LIMZ) هو مطار دولي يقع على بعد عشرون كلم من مدينة كونيو إيطاليا. تستخدمه غالباً شركات الطيران المنخفضة التكلفة.

## الخطوط الجوية والوجهات
| شركـات طيـران   | الوجهات                       |
| --------------- | ----------------------------- |
| العربية للطيران | مطار محمد الخامس الدولي       |
| رايان إير       | Cagliari، مطار باليرمو الدولي |

## وصلات خارجية
- الموقع الإلكتروني